# Alison Shanks
Alison Shanks (Dunedin, 13 dicembre 1982) è un'ex pistard ed ex ciclista su strada neozelandese.

## Palmarès

### Pista
- 2009

4ª prova Coppa del mondo 2008-2009, Inseguimento individuale (Pechino)
4ª prova Coppa del mondo 2008-2009, Inseguimento a squadre (Pechino, con Kaytee Boyd e Lauren Ellis)
Campionati del mondo, Inseguimento individuale
2ª prova Coppa del mondo 2009-2010, Inseguimento a squadre (Melbourne, con Kaytee Boyd e Lauren Ellis)
- 2010

4ª prova Coppa del mondo 2009-2010, Inseguimento individuale (Pechino)
Campionati neozelandesi, 500 metri a cronometro
Campionati neozelandesi, Velocità a squadre (con Katie Schofield)
XIX Giochi del Commonwealth, Inseguimento individuale
2ª prova Coppa del mondo 2010-2011, Inseguimento a squadre (Cali, con Rushlee Buchanan e Lauren Ellis)
2ª prova Coppa del mondo 2010-2011, Inseguimento individuale (Cali)
Classifica generale Coppa del mondo 2010-2011, Inseguimento individuale
- 2011

2ª prova Coppa del mondo 2011-2012, Inseguimento individuale (Cali)
Classifica generale Coppa del mondo 2011-2012, Inseguimento individuale
- 2012

Campionati del mondo, Inseguimento individuale

### Strada
- 2006

Campionati neozelandesi, Prova a cronometro Elite
- 2007

Campionati neozelandesi, Prova a cronometro Elite
Campionati neozelandesi, Prova in linea Elite

## Piazzamenti

### Competizioni mondiali
- Campionati del mondo su pista

Bordeaux 2006 - Inseguimento individuale: 9ª
Palma di Maiorca 2007 - Inseguimento individuale: 8ª
Manchester 2008 - Inseguimento individuale: 7ª
Pruszków 2009 - Inseguimento individuale: vincitrice
Pruszków 2009 - Inseguimento a squadre: 2ª
Ballerup 2010 - Inseguimento individuale: 4ª
Ballerup 2010 - Inseguimento a squadre: 3ª
Apeldoorn 2011 - Inseguimento a squadre: 3ª
Apeldoorn 2011 - Inseguimento individuale: 2ª
Melbourne 2012 - Inseguimento a squadre: 4ª
Melbourne 2012 - Inseguimento individuale: vincitrice
- Giochi olimpici

Pechino 2008 - Inseguimento individuale: 4ª
Londra 2012 - Inseguimento a squadre: 5ª